# Leptoichthys
Leptoichthys is een monotypisch geslacht van straalvinnige vissen uit de familie van zeenaalden en zeepaardjes (Syngnathidae).

## Soort
- Leptoichthys fistularius Kaup, 1853[